# Concentration des exploitations
La concentration des exploitations est un processus par lequel le nombre des exploitations agricoles diminue alors que leur superficie moyenne augmente. Les trop petits exploitants, le plus souvent endettés, étant obligés (eux ou leurs héritiers) de louer ou de vendre leurs terres aux propriétaires qui en ont les moyens. Ainsi s'agrandirent les exploitations avant comme pendant la Révolution industrielle et aujourd'hui encore.